# Heleieth Saffioti
Heleieth Iara Bongiovani Saffioti ( Ibirá, Estado de São Paulo, 4 de enero de 1934 - 13 de diciembre de 2010) fue una socióloga, profesora, y militante feminista brasileña.

## Trayectoria
Era hija de una costurera y de un albañil, naciendo en un pequeño pueblo del Estado de São Paulo. En 1960, se graduó en Ciencias Sociales por la Facultad de Filosofía, Ciencias y Letras de la Universidad de São Paulo (FFCL-USP); para comenzar sus primeras investigaciones académicas sobre la condición femenina en el Brasil, tema que sería objeto de una tesis de "libre-docencia" para la Facultad de Filosofía, Ciencias y Letras de Araraquara, de la Universidad Estadual de São Paulo, UNESP, titulada A mulher na sociedade de classe: mito e realidade, con la orientación y supervisión del profesor Florestan Fernandes, defendida por Heleieth, en 1967, y publicada por la Editora Vozes, en 1976. El libro fue un best-seller en la época, y saún hoy es una referencia en estudios de género.
Fue profesora de la Pontificia Universidad Católica de São Paulo; y, profesora visitante en la Facultad de Servicio Social de la UFRJ. Creó un "Núcleo de Estudios de Género, Clase y Etnia", en la UFRJ, orientando tesis en la PUC-SP, donde continuó sus actividades académicas en el campus de Araraquara, de la cual era profesora emérita.
En 2005, fue incluida en la iniciativa colectiva de "1000 Mujeres para el Premio Nobel de la Paz", hecha por la organización suiza "Mujeres por la Paz alrededor del Mundo", visando el reconocimiento del papel de mujeres en los esfuerzos por la paz. Dentro de las 1000 mujeres estaban 51 brasileñas, como Zilda Arns, Heloneida Studart, y Luiza Erundina.
Se casó con el químico Waldemar Saffioti, profesor, y autor de libros didácticos, y concejal en Araraquara. En 2000, poco después de la muerte de su marido, decidió donar a la Universidad Estadual de São Paulo (Unesp), la finca de la pareja, en Araraquara, para que se transformase en Centro cultural. Ese predio había pertenecido al tío de Mário de Andrade, que la describió en Macunaíma.
Heleieth Saffioti se mantuvo activa hasta el fin de su vida; viviendo en São Paulo con su madre, Angela. Falleció a los 76 años, debido a una hipertensión arterial sistémica; no dejando descendencia.

## Principales obras publicadas
- Profissionalização feminina: professoras primárias e operárias. 1969
- A mulher na sociedade de classe: mito e realidade. 1976
- Emprego doméstico e capitalismo. 1978
- Women in Class Society. Traducido por Michael Vale. Edición reimpresa Monthly Review Press, 408 pp. ISBN 0-85345-530-9. 1980
- Do artesanal ao industrial: a exploração da mulher. 1981
- O fardo das trabalhadoras rurais. 1983
- Mulher brasileira: opressão e exploração. 1984
- Poder do macho. 1987
- Mulher brasileira é assim. 1994
- Violência de gênero: poder e impotência. 1995
- Gênero, patriarcado, violência. Ed. EFPA, 152 pp. ISBN 2147483647. 2004

## Honores
Miembro de:
- Consejo Consultivo de la Revista Estudios Feministas, desde su número 1/1992[6]

Epónimos:
- "Centro de Referencia da Mulher Heleieth Saffioti", Rua Voluntários da Pátria 1648. Araraquara. SP[7]